# Congresso universale di esperanto del 1911
Il Congresso universale di esperanto del 1911, il settimo, si svolse dal 20 al 27 agosto 1911 ad Anversa, in Belgio. I partecipanti furono 1733, da 42 paesi.

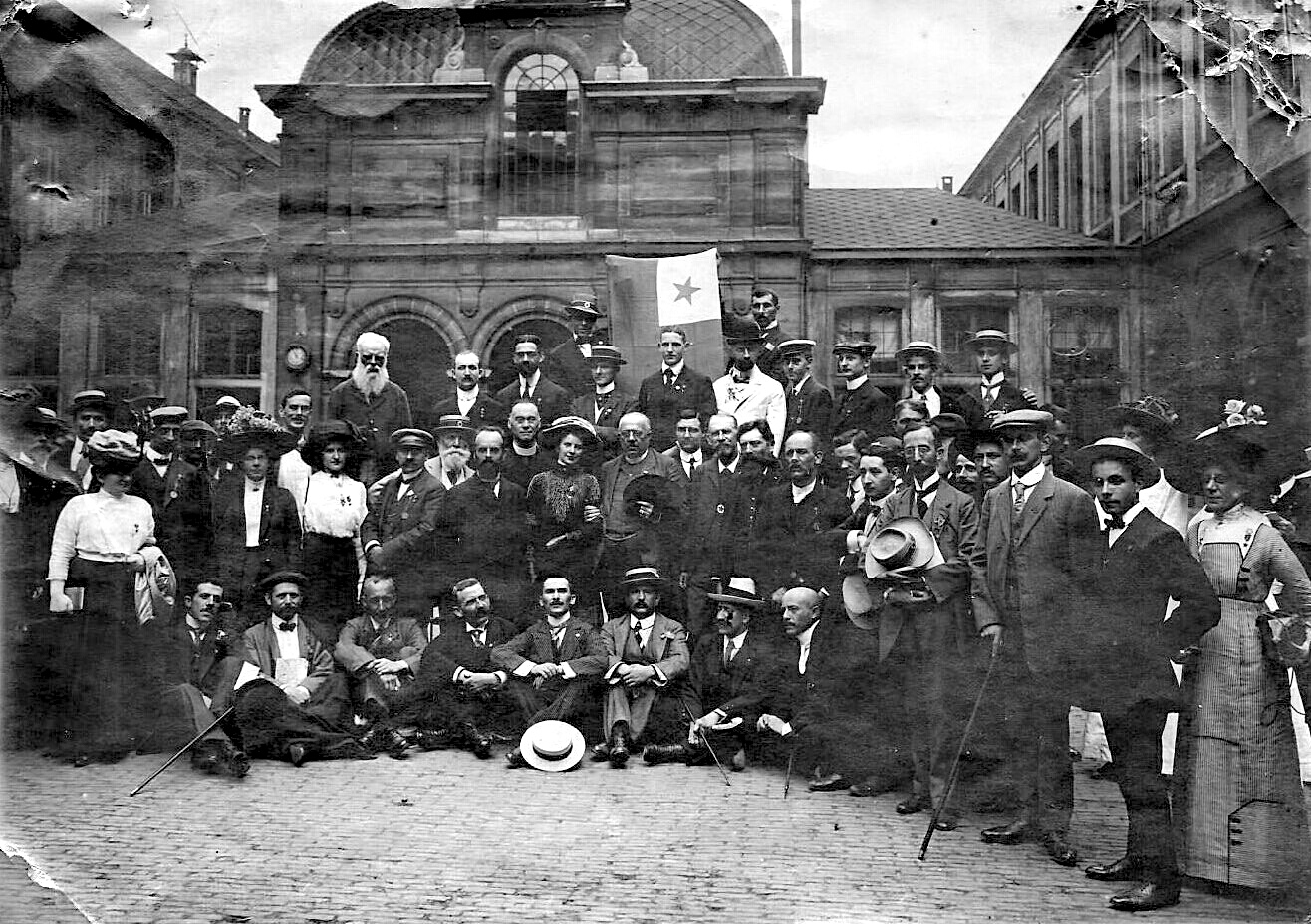
Alcuni partecipanti del Congresso

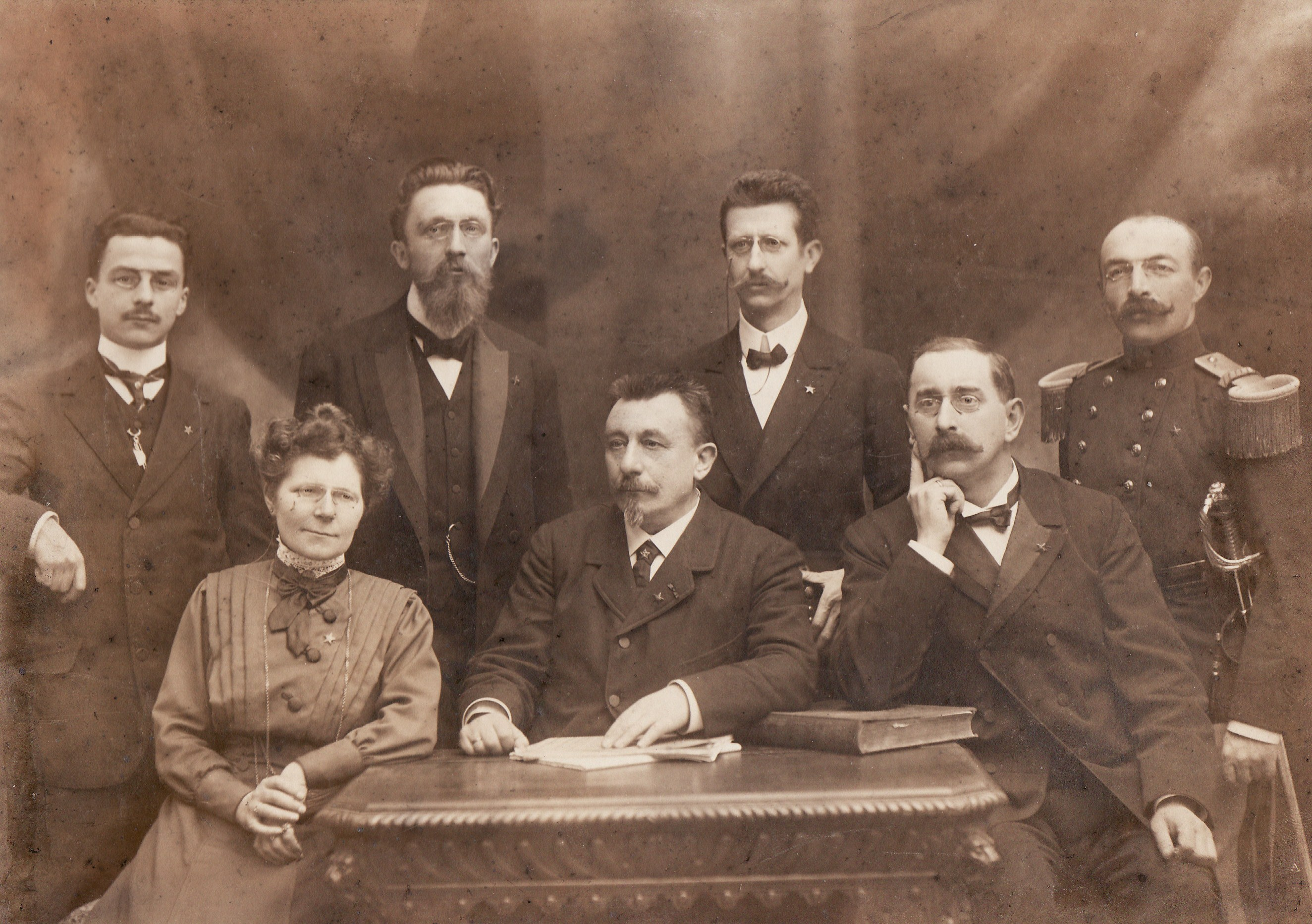
La Sepo por la Sepa, cioè gli organizzatori del Congresso. Dietro, da sinistra: Schoofs, W. Van der Biest, Ritschie, Dupont; davanti, da sinistra: M. Elworthy-Posenaer, A. Van der Biest-Andelhof, Van Schoor

## Loka Kongresa Komitato
I membri del Loka Kongresa Komitato (LKK), chiamato La Sepo por la Sepa (lett. "I Sette per il Settimo", sottinteso "congresso") furono:
- Presidente: Amatus Van der Biest-Andelhof
- Vicepresidente: Oscar Van Schoor
- Segretario-Tesoriere: Willem Van der Biest
- Membri: Fr. Dupont, Maria Elworthy-Posenaer, Louis Ritschie, Frans Schoofs

## Opere teatrali rappresentate
- Kaatje di Paul Spaak, tradotto da Willem Van der Biest
- Devo de Reĝo ("Dovere del Re") di Nestor De Tière
- Por Kvietaj Personoj ("Per persone calme") di E. Van Driessche
- La Revuo de la Sepa ("La Rivista del Settimo") di Jan (pseudonimo di Willem Van der Biest)
- Ŝi ne Legos Ĝin ("Lei non lo leggerà") di Willem Van der Biest

## Galleria d'immagini

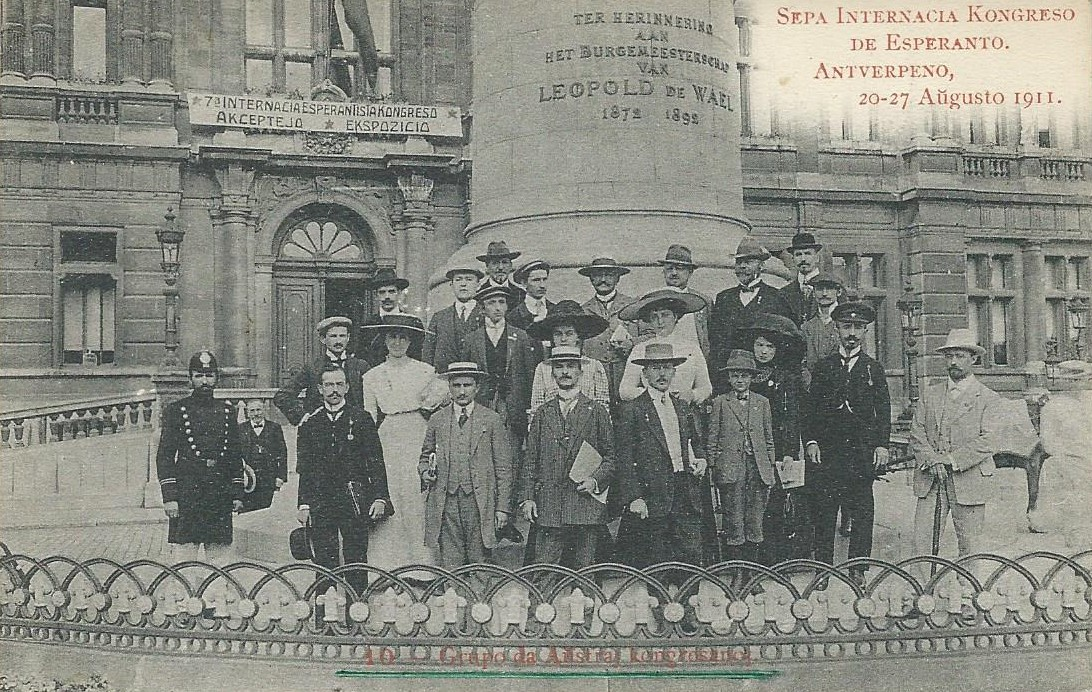
Congressisti austriaci davanti al monumento a L. de Wael
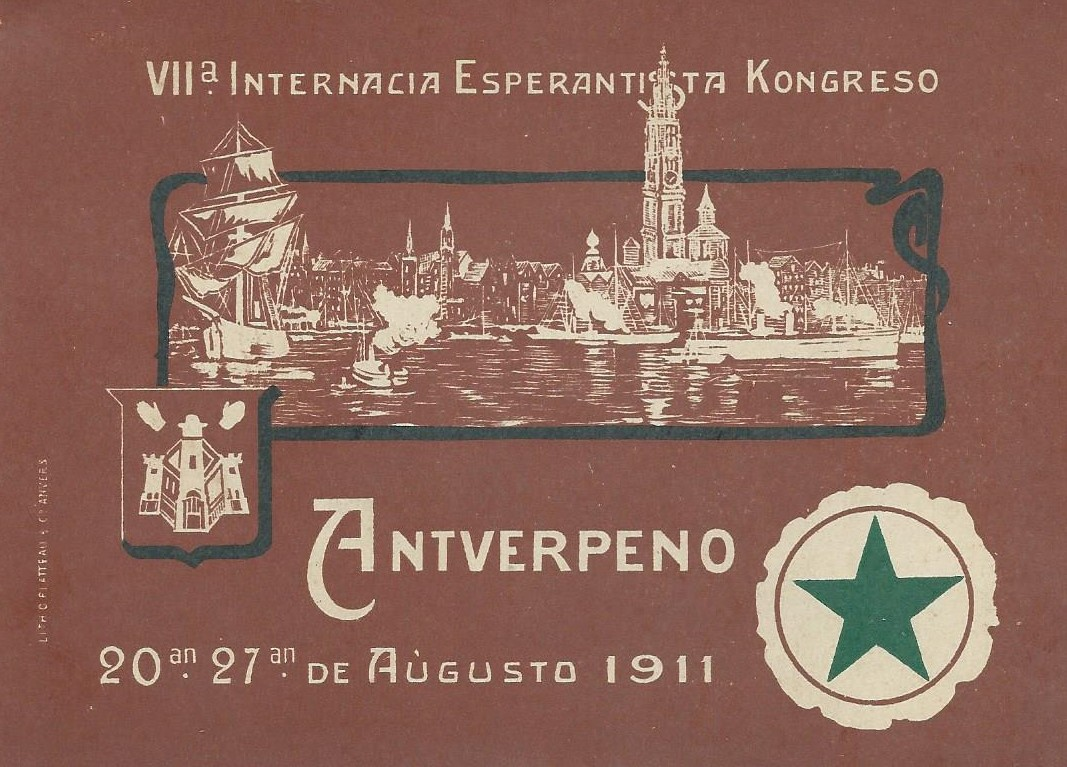
Tesserino del Congresso
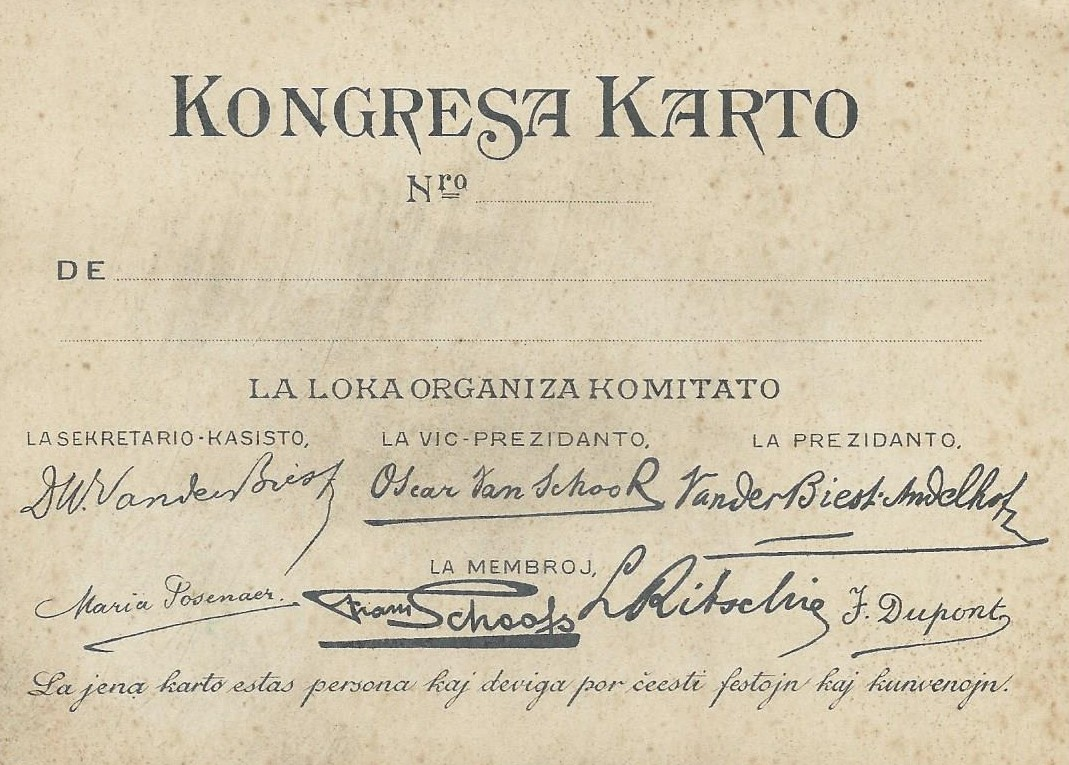
Tesserino (retro)